# Deutsches Institut für Ernährungsforschung
Das Deutsche Institut für Ernährungsforschung Potsdam-Rehbrücke (DIfE) ist ein Institut der Leibniz-Gemeinschaft, das seinen Sitz in der südlich von Potsdam gelegenen Gemeinde Nuthetal im Ortsteil Bergholz-Rehbrücke hat. Es wird zu gleichen Teilen von Bund und Land finanziert. Die Leitung des DIfE besteht aus einem wissenschaftlichen (Tilman Grune, seit 2014) und einem administrativen (Birgit Schröder-Smeibidl, seit 2016) Stiftungsvorstand. Das DIfE wird in regelmäßigen Abständen durch den Senat der Leibniz-Gemeinschaft evaluiert, zuletzt 2019.

## Forschung
Das DIfE betreibt experimentelle und angewandte Forschung im Bereich Ernährung und Gesundheit. Die Grundlagen dafür werden von den Wissenschaftlerinnen und Wissenschaftlern in interdisziplinärer Zusammenarbeit mit einem breiten naturwissenschaftlichen, medizinischen und epidemiologischen Methodenspektrum erarbeitet.
Dabei stehen folgende Schwerpunkte im Fokus der DIfE-Forschung:
- die Rolle von Ernährungsgewohnheiten und Ernährungsfaktoren für die Entstehung von Adipositas  und ihrer Komplikationen, insbesondere Typ-2-Diabetes,
- die Rolle der Ernährung für ein gesundes Altern, insbesondere der Einfluss der Ernährung auf  metabolische und funktionelle Beeinträchtigungen im Alter, und
- die biologischen Grundlagen von Nahrungsauswahl und Ernährungsverhalten.

Ziel ist es, die molekularen Ursachen ernährungsbedingter Erkrankungen zu erforschen und neue Strategien für Prävention, Therapie und Ernährungsempfehlungen zu entwickeln.

## Geschichte des Instituts
Das Deutsche Institut für Ernährungsforschung Potsdam-Rehbrücke (DIfE) wurde am 1. Januar 1992 von der Bundesrepublik Deutschland und dem Land Brandenburg gegründet und ist seit dem 28. Mai desselben Jahres eine Stiftung des öffentlichen Rechts. Der Mediziner und Biochemiker Christian A. Barth übernahm die Leitung des DIfE bis zu seiner Pensionierung im Jahr 2001. Sein Nachfolger wurde der Mediziner und Pharmakologe Hans-Georg Joost, der das Institut von 2002 bis zu seiner Pensionierung im Jahr 2014 leitete. Seit 2014 ist Tilman Grune, Mediziner und Biochemiker, als wissenschaftlicher Direktor am Institut tätig.

## Geschichte des Standorts: Ernährungsforschung Potsdam-Rehbrücke
Am 10. Juni 1946 wurde in Rehbrücke in einem ehemaligen Blindenheim auf Befehl der Sowjetischen Militärverwaltung in Deutschland eine Zweigstelle des Forschungsinstituts für Ernährung und Verpflegungswissenschaft Berlin-Dahlem errichtet, das 1948 mit der Leipziger Anstalt für Vitaminprüfung und Vitaminforschung vereinigt wurde, die aus der ehemaligen Reichsanstalt für Vitaminprüfung und Vitaminforschung entstanden war. Leiter der Einrichtung war ab 1951 Arthur Scheunert. 1957 wurde das Institut in die Forschungsgemeinschaft der naturwissenschaftlichen, technischen und medizinischen Institute der Deutschen Akademie der Wissenschaften aufgenommen und 1969 zum Zentralinstitut für Ernährung der Deutschen Akademie der Wissenschaften zu Berlin umgegründet. Als Direktor wirkte von 1964 bis 1981 Helmut Haenel, von 1982 bis 1990 Horst Schmandke und von 1990 bis 1991 erneut Helmut Haenel. 1991 empfahl eine Gutachtergruppe des Wissenschaftsrats die Aufnahme des Instituts in die Leibniz-Gemeinschaft (damals Institute der "Blauen Liste").

## Kunst am Bau
Der Innenhof wurde nach einem Wettbewerb 2001 vom Künstler Hubertus von der Goltz mit der raumgreifenden Plastik "Schritt für Schritt" gestaltet. Zwei für sein Werk typische, hier etwa lebensgroße, balancierende Figurensilhouetten scheinen über ein auf 5 m hohen blauen konischen Säulen sich schlängelndes, einen Weg symbolisierendes Band zu schreiten.